# Aldo Bet
Aldo Bet (Mareno di Piave, Italia, 26 de marzo de 1949-Varese, 12 de noviembre de 2023) fue un futbolista italiano. Se desempeñaba en posición de defensa y su primer equipo fue el Inter de Milán.

## Selección nacional
Fue internacional con la selección de fútbol de Italia en dos ocasiones.

## Clubes
| Club           | País   | Año       |
| -------------- | ------ | --------- |
| Inter de Milán | Italia | 1967-1968 |
| Roma           | Italia | 1968-1973 |
| Verona         | Italia | 1973-1974 |
| Milan          | Italia | 1974-1981 |
| Puteolana 1902 | Italia | 1981-1982 |

## Palmarés

### Campeonatos nacionales
| Título         | Club        | País   | Año              |
| -------------- | ----------- | ------ | ---------------- |
| Serie A        | Milan       | Italia | 1978/79          |
| Copa de Italia | Roma, Milan | Italia | 1968/69, 1976/77 |